# آنیهیلیتور
گروه آنیهیلیتور (به انگلیسی: Annihilator) یک گروه ترش متال کانادایی است. آنها کار خود را با آلبوم آلیس در جهنم (به انگلیسی: Alice in Hell) آغاز کردند که مورد توجه منتقدان قرار گرفت.

## پیشینه
آنیهیلیتور در سال ۱۹۸۴ به وسیلهٔ جف واترز و در شهر اتاوا کانادا تشکیل شد. او به همراه خواننده‌ای به نام جان بیتس آهنگ نابود کننده را ساخت و ضبط کرد (این اهنگ با آهنگ هم‌نام دیگری که در آلبوم پادشاهِ کشتن (به انگلیسی: King of the Kill) ظاهر شد، تفاوت داشت). این آهنگ در سال ۲۰۰۵ در ویرایش ویژهٔ البوم شیزوی لوکس (به انگلیسی: Schizo Deluxe) ظاهر شد.
واترز و بیتس یک درامر به نام پل ملک و یک بیسیست به نام دیو اسکات را به گروه اضافه کردند. این ترکیب دو سال دوام آورد و ترک‌هایی که در این بازه زمانی ضبط شد بخش خوب دو آلبوم اول گروه را به ارمغان آورد. قبل از انتشار اولین ال‌پی شان، جان و دیو تصمیم به ترک گروه گرفتند. واترز مجدداً به ونکوور بازگشت و در آنجا یک ترکیب جدید با حضور رندی رمپیج، عضو سابق گروه D.O.A ایجاد کرد.

## آلبوم‌های استدیویی
- ۱۹۸۹: آلیس در جهنم (به انگلیسی: Alice in Hell)
- ۱۹۹۰: هرگز، هیچ سرزمینی (به انگلیسی: Never, Neverland)
- ۱۹۹۳: جهان را روی آتش قرار بده (به انگلیسی: Set the World on Fire)
- ۱۹۹۴: پادشاهِ کشتن (به انگلیسی: King of the Kill)
- ۱۹۹۶: شیطان را تازه کن (به انگلیسی: Refresh the Demon)
- ۱۹۹۷: بقایا (به انگلیسی: Remains)
- ۲۰۰۰: معیار برای یک بیوه سیاه (به انگلیسی: Criteria for a Black Widow)
- ۲۰۰۱: کارناوال دیابلو (به انگلیسی: Carnival Diablos)
- ۲۰۰۲: بیدار شدن خشم (به انگلیسی: Waking the Fury)
- ۲۰۰۴: همه‌اش برای تو (به انگلیسی: All for You)
- ۲۰۰۵: شیزوی لوکس (به انگلیسی: Schizo Deluxe)
- ۲۰۰۷: متال (به انگلیسی: Metal)
- ۲۰۱۰: نابود کننده (به انگلیسی: Annihilator)